# Выборы в Государственный совет Республики Татарстан (2019)
Выборы депутатов Государственного совета Республики Татарстан шестого созыва состоялись в Татарстане в единый день голосования 8 сентября 2019 года. Партия «Единая Россия» победила как в едином (72,43 %), так и большинстве одномандатных округов (41 из 50) и получила большинство мест (85 из 100). КПРФ получила 6 мест, «Справедливая Россия», ЛДПР и Партия Роста — по одному. Также были избраны 6 самовыдвиженцев.

## Избирательная система
Депутаты Государственного совета Республики Татарстан избираются на 5 лет по смешанной системе (параллельное голосование).
Из 100 депутатов 50 избираются в едином избирательном округе по пропорциональному принципу из партийных списков.
Для получения мест партийный список должен преодолеть процентный барьер в 5 %. Если сумма голосов за партии, преодолевшие барьер, составляет менее 50 %, к распределению мандатов поочерёдно допускаются списки, набравшие менее 5 %, пока сумма голосов не превысит 50 %. Если за одну партию отдано более 50 % голосов, а остальные списки набрали менее 5 % голосов, к распределению мандатов допускается партия, которая заняла второе место. Между партиями места распределяются по методу Хэйра. Внутри партийных списков мандаты получают в порядке размещения в списке.
Остальные 50 депутатов избираются в одномандатных округах по системе относительного большинства. Кандидаты выдвигаются партиями или в порядке самовыдвижения.

## Ключевые даты
- 5 июня Государственный совет Республики Татарстан назначило выборы на 8 сентября 2019 года (единый день голосования).[2]
- 7 июня
  - постановление о назначении выборов было опубликовано в СМИ.[2]
  - Центральная избирательная комиссия Республики Татарстан утвердила календарный план мероприятий по подготовке и проведению выборов.[2]
- с 8 июня по 7 июля — период выдвижения кандидатов и партийных списков.[2]
  - агитационный период начинается со дня выдвижения и заканчивается и прекращается за одни сутки до дня голосования.[2]
- с 24 июня по 24 июля — период представления документов для регистрации кандидатов и партийных списков.[2]
  - в течение 10 дней после принятия документов для регистрации — принятие решения о регистрации кандидата или списка либо об отказе в регистрации.[2]
- с 10 августа по 6 сентября — период агитации в СМИ.[2]
- 7 сентября — день тишины.[2]
- 8 сентября — день голосования.

## Участники
Согласно постановлению избирательной комиссии республики, 4 политические партии имели право выставить списки кандидатов без сбора подписей избирателей:
- Единая Россия
- Коммунистическая партия Российской Федерации
- ЛДПР — Либерально-демократическая партия России
- Справедливая Россия

### Партийные списки
Для регистрации партиям необходимо было собрать от 14 670 до 16 137 подписей (0,5 % от числа избирателей).
| Номер в бюллетене | Партия                                                                                           | Первые три кандидата                                         | Кандидатов в списке | Статус списка          |  |
| ----------------- | ------------------------------------------------------------------------------------------------ | ------------------------------------------------------------ | ------------------- | ---------------------- |  |
| 1                 | «Единая Россия»                                                                                  | Фарид Мухаметшин Владимир Чагин Альбина Насырова             | 55                  | зарегистрирован        |  |
| 2                 | Партия пенсионеров                                                                               | Виталий Смирнов Зиннур Латыпов Олег Маркин                   | 10                  | зарегистрирован        |  |
| 3                 | Коммунистическая партия Российской Федерации                                                     | Хафиз Миргалимов Артём Прокофьев Александр Комисаров         | 30                  | зарегистрирован        |  |
| 4                 | Коммунистическая партия Коммунисты России                                                        | Альфред Валиев Татьяна Гурьева Дмитрий Новиков               | 9                   | зарегистрирован        |  |
| 5                 | «Справедливая Россия»                                                                            | Рушания Бильгильдеева Виктория Тимербулатова Рустэм Зиганшин | 44                  | зарегистрирован        |  |
| 6                 | Партия Роста                                                                                     | Олег Коробченко Руслан Нигматулин Андрей Теселкин            | 12                  | зарегистрирован        |  |
| 7                 | ЛДПР — Либерально-демократическая партия России                                                  | Владимир Сурчилов Марсель Габдрахманов Александр Егоров      | 40                  | зарегистрирован        |  |
|                   |                                                                                                  |                                                              |                     |                        |  |
|                   | Партия ветеранов России                                                                          | Тимур Бикмуллин Максим Андреев Анатолий Макаров              | 9                   | отказано в регистрации |  |
|                   | «Российский общенародный союз»                                                                   | Сергей Никитин Екатерина Тимофеева Александр Кормаков        | 5                   | отказано в регистрации |  |
|                   | «Родина»                                                                                         | Евгений Бородин Эдуард Юсупзянов Ринат Мусин                 | 6                   | отказано в регистрации |  |
|                   | «Добрых дел, защиты детей, женщин, свободы, природы и пенсионеров, против насилия над животными» | Артём Патрин Роберт Мугтасимов Любовь Куликова               | 21                  | отказано в регистрации |  |
| 1.                |                                                                                                  |                                                              |                     |                        |  |

### Кандидаты по одномандатным округам
По 30 одномандатным округам кандидаты могли выдвигаться как от партии, так и путём самовыдвижения. Кандидатам необходимо собрать 3 % подписей от числа избирателей соответствующего одномандатного округа.
| Партия | Партия                                                     | Кандидатов | Кандидатов       |
| Партия | Партия                                                     | Выдвинуто  | Зарегистрировано |
| ------ | ---------------------------------------------------------- | ---------- | ---------------- |
|        | Партия Роста                                               | 1          | 1                |
|        | «Родина»                                                   | 1          | 0                |
|        | «Яблоко»                                                   | 1          | 1                |
|        | Российская партия пенсионеров за социальную справедливость | 3          | 0                |
|        | «Справедливая Россия»                                      | 45         | 40               |
|        | «Единая Россия»                                            | 41         | 41               |
|        | Коммунистическая партия Российской Федерации               | 49         | 45               |
|        | ЛДПР — Либерально-демократическая партия России            | 46         | 42               |
|        | Коммунистическая партия Коммунисты России                  | 6          | 5                |
|        | Самовыдвижение                                             | 105        | 56               |
| Всего  | Всего                                                      | 298        | 230              |

## Опросы
| Дата | Опрос проводил | ЕР            | КПРФ  | ЛДПР | СР   | КПКР | Родина | Другая партия | Не опреде- лились | Испортят бюлле- тень | Иное |       |     |      |      |     |      |
| ---- | -------------- | ------------- | ----- | ---- | ---- | ---- | ------ | ------------- | ----------------- | -------------------- | ---- | ----- | --- | ---- | ---- | --- | ---- |
| Дата | Опрос проводил | 26—29.03.2019 | ЦИПКР | 34 % | 13 % | 9 %  | 4 %    | Другая партия | Не опреде- лились | Испортят бюлле- тень | Иное | 2,4 % | 1 % | 10 % | 15 % | 2 % | 10 % |

## Результаты
| Партия                           | Партия                           | по единому округу | по единому округу | по единому округу | по единому округу | по единому округу | по одно- мандатным округам | по одно- мандатным округам | всего | всего | всего | всего |
| Партия                           | Партия                           | Голосов           | %                 | +/-               | Мест              | +/-               | Мест                       | +/-                        | Мест  | +/-   | %     | +/-   |
| -------------------------------- | -------------------------------- | ----------------- | ----------------- | ----------------- | ----------------- | ----------------- | -------------------------- | -------------------------- | ----- | ----- | ----- | ----- |
|                                  | «Единая Россия»                  | 1 491 418         | 72,43 %           | ▼11,81 %          | 44                | ▼3                | 41                         | ▲5                         | 85    | ▲2    | 85 %  | ▲2 %  |
|                                  | КПРФ                             | 221 104           | 10,74 %           | ▲5,19 %           | 6                 | ▲3                | 0                          | ▬0                         | 6     | ▲3    | 6 %   | ▲3 %  |
|                                  |                                  |                   |                   |                   |                   |                   |                            |                            |       |       |       |       |
|                                  | «Справедливая Россия»            | 81 453            | 3,96 %            | ▼0,33 %           | 0                 | ▬0                | 1                          | ▲1                         | 1     | ▲1    | 1 %   | ▲1 %  |
|                                  | ЛДПР                             | 78 096            | 3,79 %            | ▲1,38 %           | 0                 | ▬0                | 1                          | ▬0                         | 1     | ▬0    | 1 %   | ▬0 %  |
|                                  | Коммунисты России                | 75 261            | 3,65 %            | ▼1,25 %           | 0                 | ▬0                | 0                          | —                          | 0     | ▬0    | 0 %   | ▬0 %  |
|                                  | Партия пенсионеров               | 50 909            | 2,47 %            | —                 | 0                 | —                 |                            |                            | 0     | —     | 0 %   | —     |
|                                  | Партия Роста                     | 37 548            | 1,82 %            | —                 | 0                 | —                 | 1                          | —                          | 1     | —     | 1 %   | —     |
|                                  | «Яблоко»                         |                   |                   |                   |                   |                   | 0                          | ▬0                         | 0     | ▬0    | 0 %   | ▬0 %  |
|                                  | Самовыдвижение                   |                   |                   |                   |                   |                   | 6                          | ▼7                         | 6     | ▼7    | 6 %   | ▼7 %  |
|                                  |                                  |                   |                   |                   |                   |                   |                            |                            |       |       |       |       |
| Действительные бюллетени         | Действительные бюллетени         | 2 035 789         | 98,86 %           | ▼0,38 %           |                   |                   |                            |                            |       |       |       |       |
| Недействительные бюллетени       | Недействительные бюллетени       | 23 393            | 1,14 %            | ▲0,38 %           |                   |                   |                            |                            |       |       |       |       |
| Всего                            | Всего                            | 2 059 182         | 100 %             | —                 | 50                | ▬0                | 50                         | ▬0                         | 100   | ▬0    | 100 % | —     |
|                                  |                                  |                   |                   |                   |                   |                   |                            |                            |       |       |       |       |
| Бюллетени, выданные на участках  | Бюллетени, выданные на участках  | 2 002 811         | 97,15 %           | ▲15,5 %           |                   |                   |                            |                            |       |       |       |       |
| Бюллетени, выданные вне участков | Бюллетени, выданные вне участков | 58 778            | 2,85 %            | ▼0,51 %           |                   |                   |                            |                            |       |       |       |       |
|                                  |                                  |                   |                   |                   |                   |                   |                            |                            |       |       |       |       |
| Явка                             | Явка                             | 2 061 589         | 70,08 %           | ▼10,73 %          |                   |                   |                            |                            |       |       |       |       |
| Число избирателей                | Число избирателей                | 2 941 564         | 100 %             |                   |                   |                   |                            |                            |       |       |       |       |

## Формирование

Депутатские объединения в Государственном совете VI созыва:
Единая Россия (82)
Татарстан — Новый век (8)
КПРФ (6)
Вне фракций:
ЛДПР (1)
Справедливая Россия (1)
Партия Роста (1)
Самовыдвижение (1)

20 сентября 2019 года состоялось первое заседание Государственного совета Республики Татарстан шестого созыва. Было сформировано 2 фракции и 2 депутатские группы: «Единая Россия» (82 депутата), КПРФ (6 депутатов), «ТНВ» (8 депутатов) и объединение женщин-депутатов «Мәрхәмәт — Милосердие» при фракции «Единая Россия» (16 депутатов). Председателем Государственного совета вновь избран Фарид Мухаметшин («Единая Россия»). Заместителями председателя избраны Марат Ахметов, Юрий Камалтынов и Татьяна Ларионова («Единая Россия»). Секретарём избрана Лилия Маврина. Полномочиями члена Совета Федерации — представителя от Государственного совета наделён Геннадий Емельянов («Единая Россия»). 
| Депутатские объединения | Депутатские объединения                                                          | Членов  | Руководитель      |
| Фракции                 | Фракции                                                                          | Фракции | Фракции           |
| ----------------------- | -------------------------------------------------------------------------------- | ------- | ----------------- |
|                         | Единая Россия                                                                    | 82      | Юрий Камалтынов   |
|                         | КПРФ                                                                             | 6       | Хафиз Миргалимов  |
| Депутатская группа      |                                                                                  |         |                   |
|                         | ТНВ                                                                              | 8       | Артур Абдульзянов |
|                         | Объединение женщин-депутатов «Мәрхәмәт — Милосердие» при фракции «Единая Россия» | 15      | Алсу Набиева      |
|                         |                                                                                  |         |                   |
|                         | Вне фракций                                                                      | 4       | —                 |